# Compagnie mutuelle de tramways
La Compagnie mutuelle de tramways est fondée  en Belgique à Bruxelles, le 28 septembre 1895 par Charles Charlier (ingénieur).
Elle crée dans le domaine des transports publics un certain nombre de filiales :
- En Belgique à Anvers et Ostende
- En France à Calais, Dunkerque et Nantes
- En Italie à Naples
- En Roumanie à Galatz
- En Serbie à Belgrade
- En Turquie à Smyrne
- En Empire russe à Kazan, Kiev, Koursk, Orel et Saratov
- En Pologne à Białystok
- En Tunisie à Tunis
- En Argentine à Rosario

Ces filiales exploitent des réseaux de tramways électriques.
En 1919, la Compagnie mutuelle de tramways devient Société d'Électricité et de Traction,.